# Rogerspolynom
Inom matematiken är Rogerspolynomen, även kända som Rogers–Askey–Ismailpolynomen och kontinuerliga q-ultrasfäriska polynom, är en familj ortogonala polynom introducerade av Leonard James Rogers 1892 i samband med hans studier av Rogers–Ramanujan-identiteterna. De definieras som q-serien
{\displaystyle C_{n}(x;\beta |q)={\frac {(\beta ;q)_{n}}{(q;q)_{n}}}e^{in\theta }{}_{2}\phi _{1}(q^{-n},\beta ;\beta ^{-1}q^{1-n};q,q\beta ^{-1}e^{-2i\theta })}
där x = cos(θ).